# Ліцензія на вогнепальну зброю
Ліцензія на вогнепальну зброю - це ліцензія або дозвіл, виданий державним органом (зазвичай поліцією) певної юрисдикції, який дозволяє ліцензіату купувати, зберігати, володіти або носити вогнепальну зброю, часто за умови дотримання низки норм та обмежень, особливо щодо вимог до зберігання або проходження курсу з безпеки поводження зі зброєю, а також перевірки біографічних даних та інших вимог. Ліцензія на вогнепальну зброю потрібна не в усіх юрисдикціях. Крім того, деякі країни або штати можуть за законом вимагати «дозвіл на придбання» для того, щоб купити пістолети або вогнепальну зброю. Ліцензія також може знадобитися для купівлі боєприпасів.

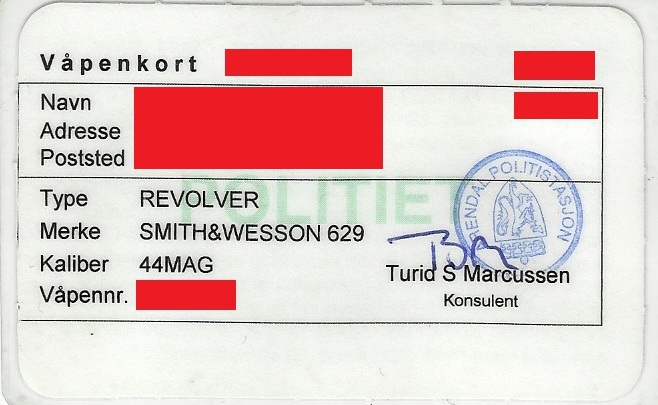
Норвезька ліцензія на вогнепальну зброю для револьвера .44 Magnum із зазначенням імені та адреси власника, а також типу, марки, калібру та серійного номера зброї.

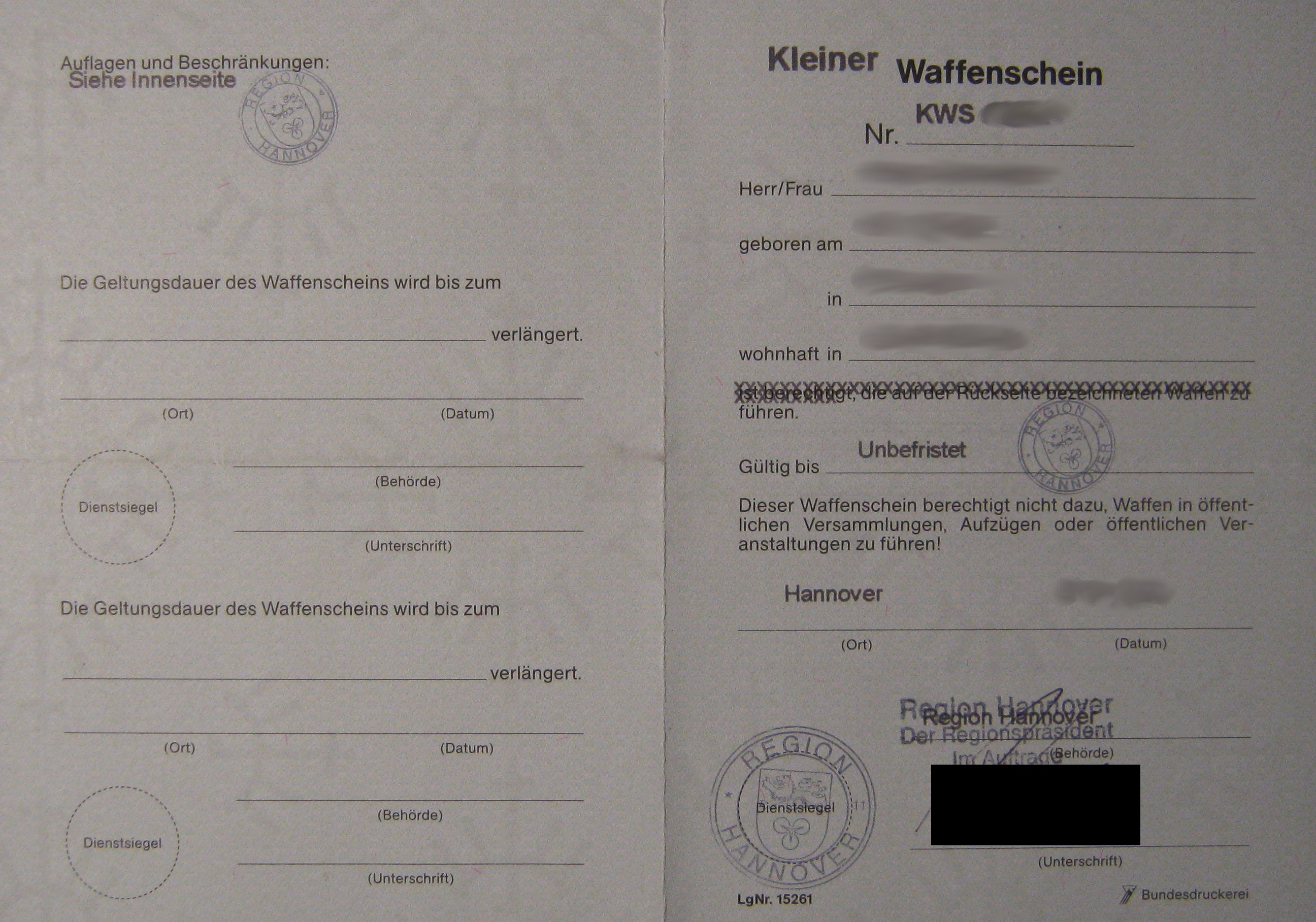
Німецька ліцензія на вогнепальну зброю.

Дозвіл або ліцензія варіюється залежно від того, яку зброю або діяльність власник має право законно здійснювати зі зброєю. У деяких юрисдикціях ліцензія на зброю може знадобитися для володіння вогнепальною зброєю, полювання, стрільби по мішенях, колекціонування, прихованого носіння зброї або ведення бізнесу (наприклад, торгівля зброєю або робота зброярем). У деяких юрисдикціях можуть вимагатися окремі ліцензії на гвинтівки, дробовики або пістолети.
Вимога мати ліцензію на зброю зазвичай доповнює вимогу про реєстрацію зброї. Наприклад, закони про зброю в Австралії вимагають, щоб вогнепальна зброя була зареєстрована за серійним номером на власника, який має ліцензію на зброю.

## Країни з ліцензуванням вогнепальної зброї
- Австралія
- Бразилія
- Болгарія
- Канада
- Чехія
- Данія
- Фінляндія
- Франція (лише північна Франція)
- Німеччина
- Індія
- Ірландія
- Ізраїль
- Італія
- Нова Зеландія
- Північна Македонія
- Норвегія
- Пакистан
- Парагвай
- Перу
- Польща
- Філіппіни
- Румунія
- Росія
- Словаччина
- Південна Африка
- Іспанія
- Швеція
- Велика Британія
- Сполучені Штати Америки (для деяких штатів і/або муніципалітетів)
- Уругвай
- Зімбабве